# Bradley Bubb
Bradley Bubb, né le 30 mai 1988 à Harrow, est un footballeur international grenadien évoluant au poste d'attaquant.
Il participe à la Gold Cup 2011 avec l'équipe de Grenade.